# 泛亚美尼亚民族运动
泛亚美尼亚民族运动（Pan-Armenian National Movement or Armenian Allnational Movement，Hayots Hamazgain Sharzhum）亚美尼亚政党。
1989年由列翁·捷尔-彼得罗相创建，在1990年的议会选举中获得全部席位，成为执政党。1998年当捷尔-彼得罗相辞去总统职务后失去了多数党位置，成为反对党。目前在议会没有席位。
目前政党领袖是阿拉姆·马努基扬，从2010年起，该党一直是欧洲议会欧洲自由暨民主同盟党（ALDE Party）成员。